# 이노션

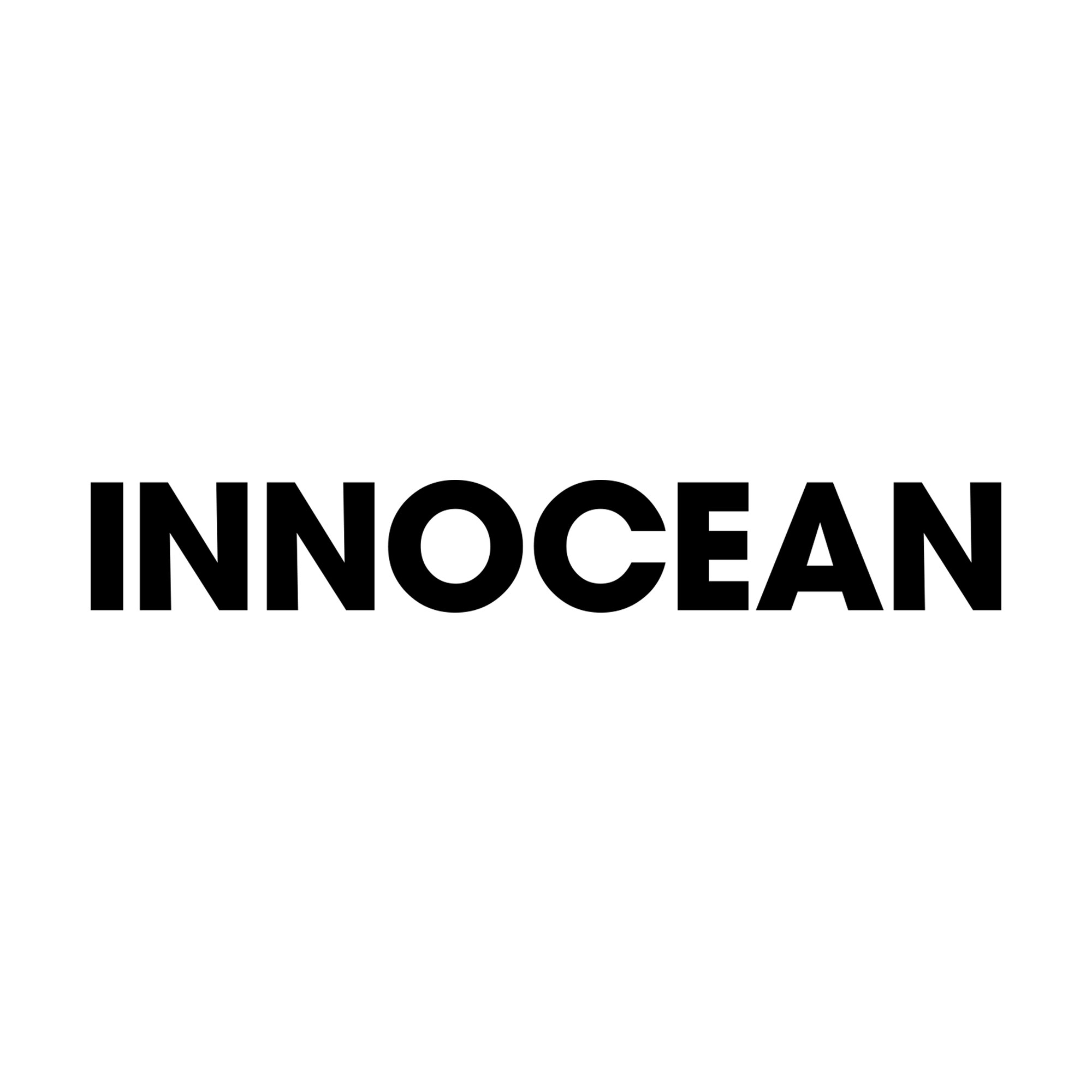
INNOCEAN CI

이노션은 데이터와 최신 테크놀로지를 기반으로 창의적이고 혁신적인 브랜드 경험을 제공하는 Brand Experience Company 입니다. 한국에 본사를 두고 있으며, 전 세계 23개국에 46개의 거점을 운영하며 약 3,600명의 임직원이 함께하는 글로벌 기업으로 성장하였습니다.
이노션은 칸 라이언즈(Cannes Lions)에서 그랑프리를 수상하는 등 세계적 크리에이티브 역량을 인정받았습니다. 또한 월드컵, 모빌리티쇼, IT 및 가전 전시회, 미국 슈퍼볼과 같은 대형 이벤트를 통해 역량을 축적하여, 독창적이고 효과적인 브랜드 경험을 제공합니다.

## 연혁
- 2005년: 설립
- 2007년: 유럽지역본부 설립
- 2008년: 미주지역본부 설립
- 2009년: 중국합자법인 설립
- 2010년: F1코리아 그랑프리 대회 마케팅 수행
- 2012년: 국내 최초 2012 미국 슈퍼볼 광고 글로벌 top 10 진입, 여수세계박람회 휘장 사업 및 통합 운영 수행, 2012 대한민국 광고대상 최다 부문 대상 수상
- 2014년: 원쇼 어워드(The One Show Awards) ‘2014 올해의 자동차 광고’ 수상
- 2015년: 이노션 유가증권시장(코스피) 상장
- 2016년: 이노션 제작 슈퍼볼 광고, 非미국 브랜드 최초 선호도 조사 1위 달성
- 2019년: 스파이크스 아시아 선정 '올해의 한국 광고회사' 2년 연속 석권
- 2020년: 독일‘올해의 광고회사' 선정, 유럽 전체 Top 3 등극
- 2021년: 글로벌 전문지 Campaign Brief Asia 선정 한국 최고 광고회사 2년 연속 1위
- 2024년: 칸 라이언즈 그랑프리 수상

## 주요 광고
- 칸라이언즈 그랑프리 수상: 2024년 Grand Prix for Good 수상 / 수상작 - '국경 없는 기자회(Reporters Without Borders/RSF)'의 'The First Speech(최초의 연설)' 캠페인
- 슈퍼볼 광고 제작: 非미국 브랜드로 최초 슈퍼볼 광고 선호도 1위 달성

## 같이 보기
- 현대자동차그룹
- 현대자동차
- 기아자동차